# Xylopia macrantha
Xylopia macrantha là loài thực vật có hoa thuộc họ Na. Loài này được Triana & Planch. miêu tả khoa học đầu tiên năm 1862.